# Gósol
Gósol település Spanyolországban, Lleida tartományban. Gósol Josa i Tuixén, Saldes, Fígols, Guixers és La Coma i la Pedra községekkel határos. Lakosainak száma 215 fő (2024).

## Népesség
A település népessége az utóbbi években az alábbiak szerint változott:
| Lakosok száma | 383  | 853  | 513  | 402  | 187  | 223  | 219  | 216  | 206  | 215  |
|               | 1717 | 1887 | 1936 | 1960 | 1986 | 2004 | 2009 | 2014 | 2019 | 2024 |